# Kaag en Braassem
Kaag en Braassem é um município dos Países Baixos, situado na província da Holanda do Sul. Tem 72,24 km² de área e sua população em 2020 foi estimada em 27.492 habitantes.